# Paroisse de Portland (Nouveau-Brunswick)
Pour l’article homonyme, voir Portland.
La paroisse de Portland était une paroisse du Nouveau-Brunswick (Canada). Elle fut créée en 1786 à partir de territoires non-organisés du comté de Saint-Jean. C'était en fait l'une des quatre paroisses originelles du comté et l'une des 36 premières de la province. La paroisse de Simonds en fut séparée en 1839. La paroisse de Portland fut annexée à la cité de Saint-Jean en 1889,.